# آنارکو-فمینیسم
آنارکو-فمینیسم (به انگلیسی: Anarcha-feminism) شاخه‌ای از فمینیسم است که خواهان تجدید ساختار بنیادین جامعه، هم در نهادهای عمومی، و هم در نهادهای خصوصی است. آنارکو-فمینیست ها معتقدند که مبارزه علیه پدرسالاری بخش اساسی تضاد طبقاتی و مبارزه آنارشیستی علیه دولت و سرمایه داری است. در اصل، فلسفه مبارزه آنارشیستی را جزء ضروری مبارزه فمینیستی می داند و بالعکس. ال سوزان براون، نویسنده آنارکو-فمینیست کانادایی، ادعا می کند که «از آنجا که آنارشیسم یک فلسفه سیاسی است که با همه روابط قدرت مخالف است، ذاتاً فمینیستی است».کیارا بوتیچی، فمنیست آنارشیست می گوید: "امروز فمنیسم بیش از گذشته نمی تواند تنها به معنای زنان حاکم یا زنان سرمایه دار باشد-بلکه به معنای عدم حاکمیت و عدم سرمایه داری است." آنارکو-فمینیسم بر اصول سنتی آنارشیستی ضد دولت گرایی، ضد روحانیت و ضد سرمایه داری گسترش یافت و نقش آنها را در تبعیض سازمانی مانند جنسیت گرایی، نژادپرستی و همجنس گرا هراسی نشان داد. فمینیست های آنارشیست اهداف فمینیسم را متمایز از آنارشیسم نمی دانند، اما فمینیسم را نوعی آنارشیسم می دانند و برعکس. از نظر آنها، «...مبارزه با پدرسالاری بخشی ذاتی از مبارزه برای از بین بردن دولت و الغای سرمایه داری است، زیرا آنها معتقدند که دولت خود ساختاری پدرسالارانه است.» این یک فلسفه ضد استبدادی، ضد سرمایه داری، ضد سرکوب توصیف شده است، با هدف ایجاد یک "زمین برابر" بین همه جنسیت ها. فمینیسم آنارشیست ابزاری را در اختیار ما قرار می دهد تا به همه اشکال ستم پرداخته و در همبستگی با ستمدیدگان عمل کنیم، در نتیجه از درک تقلیل گرایانه قدرت مبتنی بر جنسیت اجتناب می کنیم. علاوه بر این، مردم را قادر می‌سازد تا علی‌رغم تفاوت‌های ما در همبستگی باهم عمل کنند، زیرا اگرچه تجربیات آنها ممکن است متفاوت باشد، اما قدرت نامشروع یک دشمن مشترک است. 